# Юленька
«Юленька» — российский фильм ужасов 2009 года. В России вышел на экраны 19 февраля 2009 года.

## Сюжет
Фильм начинается с того, что следователь Борин посещает морг, где патологоанатом Иванов показывает ему труп мужчины, погибшего от того, что ему целиком разрезали и вырвали позвоночник. Борин в замешательстве, ведь для того, чтобы это сделать, нужна нечеловеческая сила.
Далее показывают предшествующие события. Осень 2008 года, московский вузовский педагог Андрей Белов, кандидат наук по античной литературе, перебирается с подругой-фотографом Лерой, страдающей астмой, и её 10-летней дочерью Настей из столицы в провинциальный городок. Директриса местной женской гимназии назначает Андрея классным руководителем в пятый класс (в который попала и Настя). Андрею сразу же начинает симпатизировать одна из учениц, Юля Маевская, которая поражает Андрея своими глубокими знаниями древнегреческих мифов и быстро сближается с Настей.
Однако уже в первый день Андрей узнаёт, что в его классе весной 2008 года произошло самоубийство школьницы 4-го класса — Соня Ялинская, по неизвестным причинам, выбросилась из окна. А на выходе из гимназии на Настю нападает собака, которую Андрей и его друг — завхоз Сергей Ковальчик — вовремя прогоняют. Насте чудом удаётся выжить после нападения.
На следующий день, во время урока, Андрей видит, как одну из его учениц, Гаврилову Любу, избивают три одноклассницы, однако та отказывается назвать причину, а Настя говорит Андрею, что её класс плохой. Однако Андрей не относится к её словам всерьёз, в этот же момент он видит погибшую Соню, прыгнувшую из окна. На следующий день, во время проверки дневников, Андрей находит в дневнике одной из учениц, Светы Аникей, записку с надписью: «Спасите нас!», однако сама девочка отрицает то, что она что-либо писала. Он понимает, что его ученицы скрывают какую-то страшную тайну, связанную с погибшей Соней. Впрочем, Сергей убеждает его, что записка — просто чья-то шутка.
Тем временем следователь Борин приезжает в морг, где патологоанатом Иванов показывает ему найденное в воде тело мёртвого мужчины, который, перед тем как утонуть, был усыплён сильнодействующим снотворным «Дормикум».
Пытаясь раскрыть тайну своего класса, Андрей находит заметки в газете о погибшей девочке и решает поговорить с матерью погибшей Сони, Юлией Ивановной, которая после смерти единственного ребёнка начала обвинять во всём учителей и теперь содержится в психиатрической больнице. Тем не менее разговор не получается: мама Сони после начала разговора вспоминает свою дочь и впадает в истерику.
Постепенно Андрей становится одержим страхом. Ему начинают сниться кошмары, где он видит мёртвую Сонечку, которая просит его уезжать. Лера также предлагает Белову уехать, но тот отказывается. На следующий день Андрей слышит разговор своих учениц, из которого понимает, что за ним кто-то следит, однако ученицы наотрез отказываются назвать имя. Разозлённый Андрей отказывается вести урок. Юля просит его вернуться и во время разговора признаётся, что 3 года назад умер её отец, который работал с ней, всесторонне развивал, учил, опекал, как настоящий друг, а также что ей очень тяжело, так как она чувствует себя взрослой женщиной в теле 10-летнего ребёнка из-за своего высокого интеллекта, обусловленного редким заболеванием. Затем Андрей расспрашивает остальных учителей про Юлю.
На следующий день Андрей и Настя идут гулять в парк вместе с Юлей и её мамой. Во время прогулки Андрей и мама Юли сильно сближаются. При посещении психиатрической больницы Андрей видит там Юлю, врач говорит ему, что она приходит к матери Сони. Через некоторое время Юля не приходит на занятие из-за болезни, и Андрей отправляется к ней домой, где её мама признаётся, что Юля не заболела, а гостит у бабушки. Осматривая комнату Юли, Андрей случайно разбивает аквариум и занимается сексом с её мамой. Из-за этого Андрей возвращается домой поздно ночью, солгав Лере, что был в баре с Сергеем.
На следующий день, во время соревнований по конной езде, Света Аникей говорит Юле, что всё расскажет про неё Белову, за что другая ученица портит ей седло. Из-за этого во время своего выступления Света неудачно падает с лошади и попадает в больницу. Разозлённый Андрей, поняв, что Юля имеет отношение к травме Светы, вызывает её на серьёзный разговор, во время которого девочка предлагает Белову жениться на её маме, дав понять, что знает про их бурную ночь. Учитель решительно отказывается, и Юля объявляет ему войну.
Этой же ночью кто-то поджигает дом Андрея. Он хочет уволиться, но директор гимназии отказывает ему в этом. Затем на Настю, пошедшую гулять с Юлей, нападает собака, и девочка попадает в больницу. В больнице Андрею звонит Юля и предлагает встретиться в сгоревшем флигеле, где просит прощения за Настю и снова предлагает жить с её мамой, но Андрей вновь отказывается. Юля снимает с себя трусы и начинает сильно кричать. В результате Андрея по показаниям Юли и её одноклассниц ложно арестовывают за педофилию, и даже Лера начинает верить в это. Однако вскоре следователь Борин из показаний Ковальчика и школьной учительницы, видевших, как Юля зашла во флигель уже после Андрея, понимает, что тот невиновен, и отпускает его, советуя уехать. Андрей возвращается во флигель к Ковальчику, у которого живёт после пожара, но обнаруживает, что Лера и Настя уехали, а в комнате Леры висят фотографии его постельной сцены с мамой Юли. Увидевший это Сергей уезжает, чтобы вернуть Настю и Леру, но в дороге у его машины отказывают тормоза, и он разбивается. Андрею звонит Юля и, сообщив, что Лера и Настя уехали, говорит, что он умрёт. Андрей пишет прощальное письмо Лере, после чего, выйдя из квартиры, оказывается оглушён ударом Юли по голове.
Андрей приходит в себя в лесу, привязанный к поваленному дереву. Рядом с ним Юля. Она рассказывает ему, что найденный в воде мужчина был приезжим художником, который снимал у них с мамой комнату, но, как и Андрей, не захотел с ними остаться. Юля, с помощью Сони Ялинской, выкрала у её мамы, которая была хирургом, «Дормикум», подмешав его в чай, во время прогулки на лодке напоила им художника и столкнула в озеро. Однако Соня затем стала бояться разоблачения, и Юля вытолкнула опасную свидетельницу в окно, а затем убедила сошедшую с ума Юлию Ивановну, что общается с её умершей дочерью и вымолит у неё прощение для матери, если та будет делать то, что скажет Юля.
Вскоре подъезжает сбежавшая из больницы Юлия Ивановна с хирургическими инструментами. Последнее, что Юля говорит Андрею: «Древние говорили, что всё упрямство у человека в позвоночнике. Вырвешь позвоночник — можно узлом завязывать. Я подумала — тебе понравится». После этого Юлия Ивановна жестоко убивает учителя, вырвав ему позвоночник. Дома у Ялинских Юля говорит Юлии Ивановне, что дочь её простила, после чего та стреляет себе в голову. Далее следует сцена в морге, с которой и начался фильм.
После осмотра трупа Белова Борину звонит его коллега и вызывает в дом погибшей Ялинской, где нашли позвоночник Белова. Борину также говорят, что по результатам расследования именно Ялинская убила Белова и найденного художника: первого — в качестве мести за погибшую дочь, а второго — за то, что он был её неверным любовником. Затем Борину показывают единственного свидетеля — Юленьку. Борин успокаивает её, говоря, что всё будет хорошо, после чего уходит. Юленька провожает его зловещей улыбкой.

## В ролях
- Марат Башаров — Андрей Белов, учитель античной литературы
- Дарья Балабанова — Юля Маевская, ученица в классе Андрея Белова
- Оксана Лаврентьева — Лера Литвинович, фотограф, девушка Андрея Белова
- Александра Дыхне — Настя Литвинович, дочь Леры
- Анна Казючиц — Анна, мама Юли Маевской
- Ирина Купченко — Тамара Иосифовна, директор школы
- Сергей Греков — Сергей Кова́льчик, лучший друг Андрея Белова
- Александр Стриженов — следователь Борин
- Хельга Филиппова — Юлия Ивановна Ялинская, мама Сони Ялинской, врач-хирург
- Маргарита Силкина — Соня Ялинская, дочь Юлии Ивановны
- Диана Шпак — Марина Шимадина, ученица в классе Андрея Белова
- Светлана Кропина — Катя Урлакова
- Софья Максимча — Кира Кононович
- Дарья Добрынина — Люба Гаврилова
- Мария Дунаевская — Света Аникей
- Маргарита Комлева — Яна Кленина
- Павел Пархоменко — художник
- Татьяна Косач-Брындина
- Александра Стриженова — девочка, упавшая в обморок
- Ангелина Варганова — врач приёмного отделения

## Отзывы

### Смешанные
Кирилл Андреев на национальном кинопортале Film.ru написал, что «„Юленька“ — самая радикальная и продуманная попытка сделать местный триллер из всех, что предпринимались за последние годы».
В своём обзоре Андреев выразил недовольство смешением жанров — «словно тебе показывают хоррор, где маньяк гоняется за Хрюшей и Степашкой» — и напомнил авторам о чувстве умеренности.
Вита Рамм в газете «Известия» выразила мнение, что «все киноманы порадуются за режиссёра Стриженова, который успешно освоил новый жанр, столь трудно приживающийся в отечественном кинематографе», отметив при этом прямолинейность метафор, навязчивость саундтрека и путаницу в интерьерах.

### Положительные
Ирина Любарская на страницах журнала «Итоги» написала: «Под клише очень страшного кино про неотвратимость судьбы, которую вершит злая девочка, упрятана вполне психологическая комедия о том, что мужчины всего лишь игрушки в женских руках».
Алекс Экслер отметил «великолепную операторскую работу Артура Гимпеля», «блистательную Ирину Купченко в роли директрисы» и «неожиданно очень приличную музыку Аркадия Укупника».

### Отрицательные
Лидия Маслова из издания «Коммерсантъ» считает, что создатели фильма сняли «женоненавистническую страшилку о том, как бабы разводят и подавляют мужиков», но у них это совсем не получилось: «Нет у драматурга Курейчика подходящих отмычек к женской голове, где иногда действительно происходят вещи гораздо более ужасные, чем вырванный мужской хребет, который демонстрируется в „Юленьке“ как квинтэссенция женской жестокости».
Роман Волобуев на страницах «Афиши» поставил фильму 2 балла из 5 возможных и назвал его «ужасным хоррором», заметив, что «„Юленька“ вызывает не столько ужас, сколько восхищение: так безупречна она в своём отрыве от какой бы то ни было реальности, так гармонично неадекватность героев сплетена здесь с авторской».
Алёна Солнцева из «Времени новостей» сравнивает фильм с детскими ночными страшилками, которые рассказывали в пионерлагере, и жалеет о потраченных на съёмку средствах: «Ничего хорошего не ждёт героев. И, хочется добавить, зрителей. Но <…> любителям трэша очень советую посмотреть. Такого они ещё не видели. Почти 5 млн долл. на то, чтобы показать невероятную, ни в какие разумные рамки не укладывающуюся историю про девочку-маньяка, которая ищет отца, — это по-настоящему круто».
Дарья Горячева, обозреватель интернет-издания «Газета.ру», увидела в фильме лишь один положительный момент — пейзажи и декорации. По её мнению, «сценарий временами поразительно утрачивает связь не только со вкусом, но и со здравым смыслом».